# Every Man's Dream
Every Man's Dream, titulado El sueño de todo hombre en Hispanoamérica y Sueño de todo hombre en España, es el primer episodio de la vigesimoséptima temporada de la serie animada Los Simpson, emitido originalmente en Estados Unidos el 27 de septiembre de 2015. El episodio fue escrito por J. Stewart Burns y dirigido por Matthew Nastuk. En el capítulo, Homer y Marge pasan por una separación de prueba.
Este capítulo recibió críticas abrumadoramente negativas por parte de fanáticos y críticos, siendo calificado como uno de los peores y decepcionantes episodios modernos de la serie, sobre todo por la campaña publicitaria que se hizo para su transmisión. Las principales críticas negativas al episodio fue la historia reciclada de la serie, las estrellas invitadas y su desenlace el cual fue llamado apresurado y absurdo. Este capítulo fue colocado en 2016 como uno de los peores episodios emitidos durante 2015, y actualmente Every Man's Dream se encuentra en la lista de los peores episodios de la serie.

## Sinopsis
Todo comienza cuando Homer se encuentra descansando en su puesto en la Planta Nuclear de Springfield donde se desata una situación de emergencia pero Homer desea seguir durmiendo por lo que el equipo de seguridad de la Planta sofoca el incendio pero Homer termina siendo hospitalizado. En el hospital, Marge le revela al doctor Hibbert que Homer duerme mucho por lo que este determina sacar una prueba rápida para determinar el problema. Al ver los resultados, el Dr. Hibbert indica que Homer posee bajos niveles de hipocretina por lo que es diagnosticado con Narcolepsia. A causa de esto, se le entrega un certificado de impedimento para realizar actividades que puedan involucrar esfuerzo pero Homer empieza a abusar de su justificante, usándolo para evitar tareas de la casa e inclusive para su propio bienestar. A raíz de esto, Homer es forzado a ir a la farmacia a comprar sus medicamentos pero debido a un problema con los clientes, termina durmiéndose en el suelo.
Al anochecer, Homer regresa a casa pero Marge lo recibe molesta porque además de llegar tarde, tiene aliento alcohólico. Debido a este inconveniente, Homer sugiere ir a terapia de parejas con un nuevo especialista: la Dra. Zilowitz. En dicho lugar, Homer y Marge asisten a la consulta pero Homer sigue teniendo sus episodios de sueños. Con toda honestidad, Zilowitz recomienda la separación y posterior divorcio para que Marge y Homer estén bien. Y aunque esto molesta a Marge, Homer se levanta y confunde la situación con su aniversario, haciendo que Marge tome la decisión de separarse de Homer de forma temporal.
La decisión hace que Homer se vaya a la Planta Nuclear para vivir allí en su puesto de trabajo. De algún modo, retoma su estilo de vida en su propio trabajo, teniendo la seguridad de que Marge lo perdonará pero Lenny le hace saber que el estado de Marge en redes sociales indica que "es complicado", reflejando la relación difícil que ambos viven, por lo que Homer se deprime y se va a la taberna de Moe.  En ese lapso, recibe la llamada de la farmacia para ir a recoger los medicamentos para la narcolepsia. Con una interacción entre Candace la farmacéutica y Homer, ésta le invita a salir a un bar donde terminan compartiendo unas bebidas combinadas con medicamentos. Debido a esta acción, Homer empieza a alucinar por el efecto y al final, descubre que tuvo relaciones sexuales con Candace.
Al ver lo que hizo, Homer se siente indignado por su accionar y Candace le reprocha porque él le dijo que estaba separado de Marge. Y por si fuera poco, Selma empeora la situación al revelarle a Homer que su hermana estaba preparándose para una cita y como siempre, Selma termina fastidiándolo. Con esta noticia, Homer empieza a resignarse y decide salir con Candace. En el plan de rehacer su vida personal, Homer revela a sus amigos que Candace quiere que conozca a su padre por lo que Homer se siente nervioso.
Al momento de la cita, Homer conoce a Roger, el padre de Candace, y entablan una conversación entre ellos, donde éste le cuenta a Homer que al igual que su hija, ha estado saliendo con una mujer con diferencia de edad, siendo en este caso más joven en relación con Roger. Al momento de la cena, Homer nota que la novia de Roger era Marge. Esto hace que se moleste, ya que está saliendo con algo mucho mayor a ella pero Marge le replica que Candace ha hecho lo mismo con él. Por alguna razón, existe una tensión entre los involucrados, ya que Candace se molesta con su padre por sus problemas de adolescente, y a esto se suma que Roger le pide matrimonio a Marge Simpson, y que Candace le revele a Homer que está embarazada. Ante estás situaciones, Homer se desespera y empieza a gritar.
Con todo esto, Homer despierta en el despacho de la Dra. Zilowitz donde se da cuenta de que todo era un sueño, donde Marge lo comprometió a mejorar como hombre por un mes. Llegado el mes de marzo, Marge felicita a Homer por haber mejorado como hombre, al punto de cambiar la vida de sus hijos, como que Lisa deja de ser vegetariana y Maggie sabe cantar. Al ver esta incoherencia de hechos, Homer se da cuenta de que era un sueño suyo a causa de la narcolepsia, despertando en un bar junto a Candace por lo que huye del lugar y va en busca de Marge y su familia. Al llegar a casa, nota que Roger estaba cenando con Marge y sus hijos por lo que se decepciona de sí mismo. Al ver cómo su hija se va con Roger y su madre, Homer se lamenta y grita.
En ese momento, Marge despierta de su cama mientras que Homer estaba durmiendo por lo que en realidad, todo lo que se había visto era sólo un sueño de Marge. A causa de esto, deciden recurrir a la Dra. Zilowitz quien le indica el problema que padecía. Cuando Marge le sugiere una respuesta ante esto, Zilowitz le comenta que puede hacerlo pero en lo que les revela esto, la escena se detiene y se convierte en un tatuaje el cual se encontraba en el cuerpo de Hannah Horvath, cuyo novio le pregunta por el significado del tatuaje y ella le dice: "... significa que no te embriagues en Brooklyn", terminando así el episodio.